# 磷化镥
磷化镥是一种无机化合物，化学式为LuP。它可由镥和红磷在惰性气氛或真空中反应制得：
{\displaystyle {\ce {Lu + P -> LuP}}}
它也可在镥和磷化氢的反应中生成。它可以形成立方晶系晶体，空间群Fm3m，晶胞参数a=0.5533 nm，Z=4。

## 拓展阅读
- Dinesh C. Gupta, Idris Hamid Bhat. . Journal of Molecular Modeling. 2013-12, 19 (12): 5343–5354  [2021-12-13]. ISSN 1610-2940. doi:10.1007/s00894-013-2021-7 （英语）.